# Lizzano
Lizzano (Lizzanu in dialetto salentino) è un comune italiano di 9 432 abitanti della provincia di Taranto in Puglia.
È situata a oriente del capoluogo da cui dista 25 km circa. Si trova nel Salento, sul margine meridionale delle Murge tarantine, dove queste, attraverso la serra di Roccaforzata e San Crispieri e le Serre di Lizzano e della Marina, scendono digradando verso il mar Ionio, dove c'è la località turistica Marina di Lizzano e la zona umida della palude Mascia. Il clima è mediterraneo, le temperature miti, anche nel periodo invernale. Il comune fa parte dell'associazione nazionale "Città del vino", fa parte del GAL "Terre del Primitivo", della strada del vino "Primitivo di Manduria e Lizzano DOC", del consorzio "Grande Salento" e dell'Unione di comuni "Terre del Mare e del Sole". Per dialetto, cultura e tradizioni, Lizzano è a pieno titolo una cittadina salentina..

## Geografia fisica

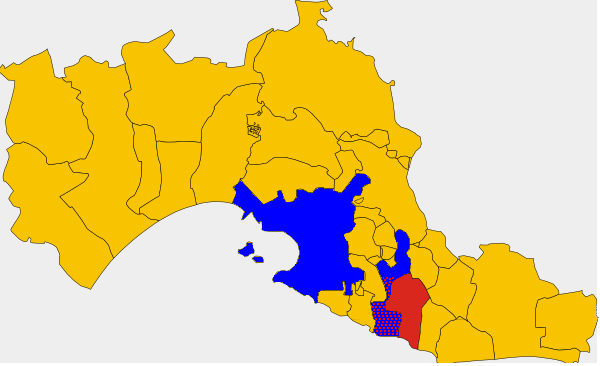
Territori comunali del comune di Lizzano (rosso), del comune di Taranto (blu) e territori contesi (storicamente appartenenti al comune di Lizzano ma attualmente aggregati a quello di Tatanto.)

La cittadina di Lizzano, si trova in un territorio pressoché pianeggiante. L'altitudine e varia da un minimo di 0 m s.l.m., in prossimità della marina e della linea di costa, ed una massima di 97 m s.l.m. in prossimità delle serre di Lizzano. La casa comunale è posta ad un'altezza di 42 m.s.l.m. La Marina di Lizzano dista dal centro abitato 6 km. Confina a nord con il comune di Fragagnano, distante 4,5 km, a est con i comuni di Sava, distante 10 km e Torricella, distante 6 km, a sud con il Mar Jonio, distante 6 km, a ovest con l'isola amministrativa del comune di Taranto.
Il litorale, prevalentemente sabbioso e caratterizzato da una fine sabbia bianca, è contraddistinto da un sistema dunale e retrodunale ricchi di vegetazione con la tipica presenza della macchia mediterranea. Il paesaggio agrario è caratterizzato da uliveti, colture arboree miste, ficheti e mandorleti, seminativi e soprattutto vigneti.
La vegetazione spontanea e la macchia mediterranea occupano le zone più alte e rocciose. Le campagne, ricche di testimonianze rivenienti dal periodo neolitico, si caratterizzano per la presenza di moltissimi muretti a secco, di specchie, di circa 23 masserie e dei tipici trulli salentini, monumenti della civiltà contadina. Il trullo (Truddu/Tródduri, in dialetto lizzanese), è una costruzione realizzata con le pietre tolte dal terreno roccioso per renderlo coltivabile. Tali costruzioni venivano costruite interamente a secco ed utilizzate come rifugio per animali, attrezzi e persone.

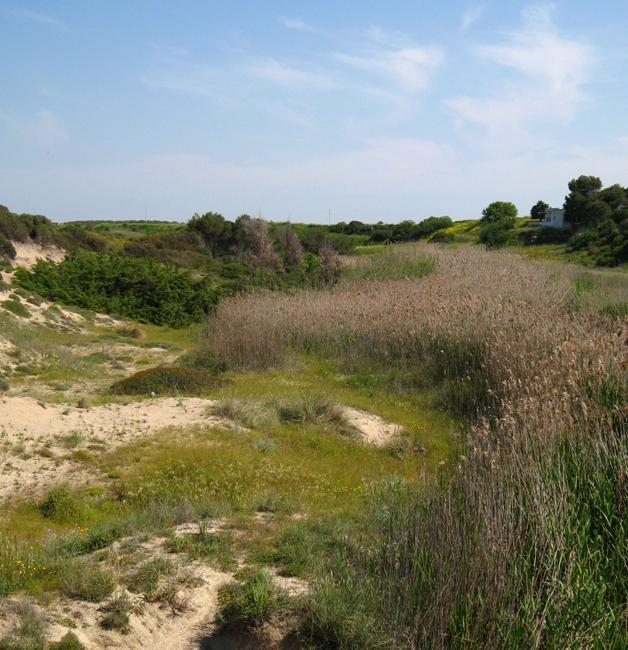
Il fiume Ostone tra le dune, Marina di Lizzano.

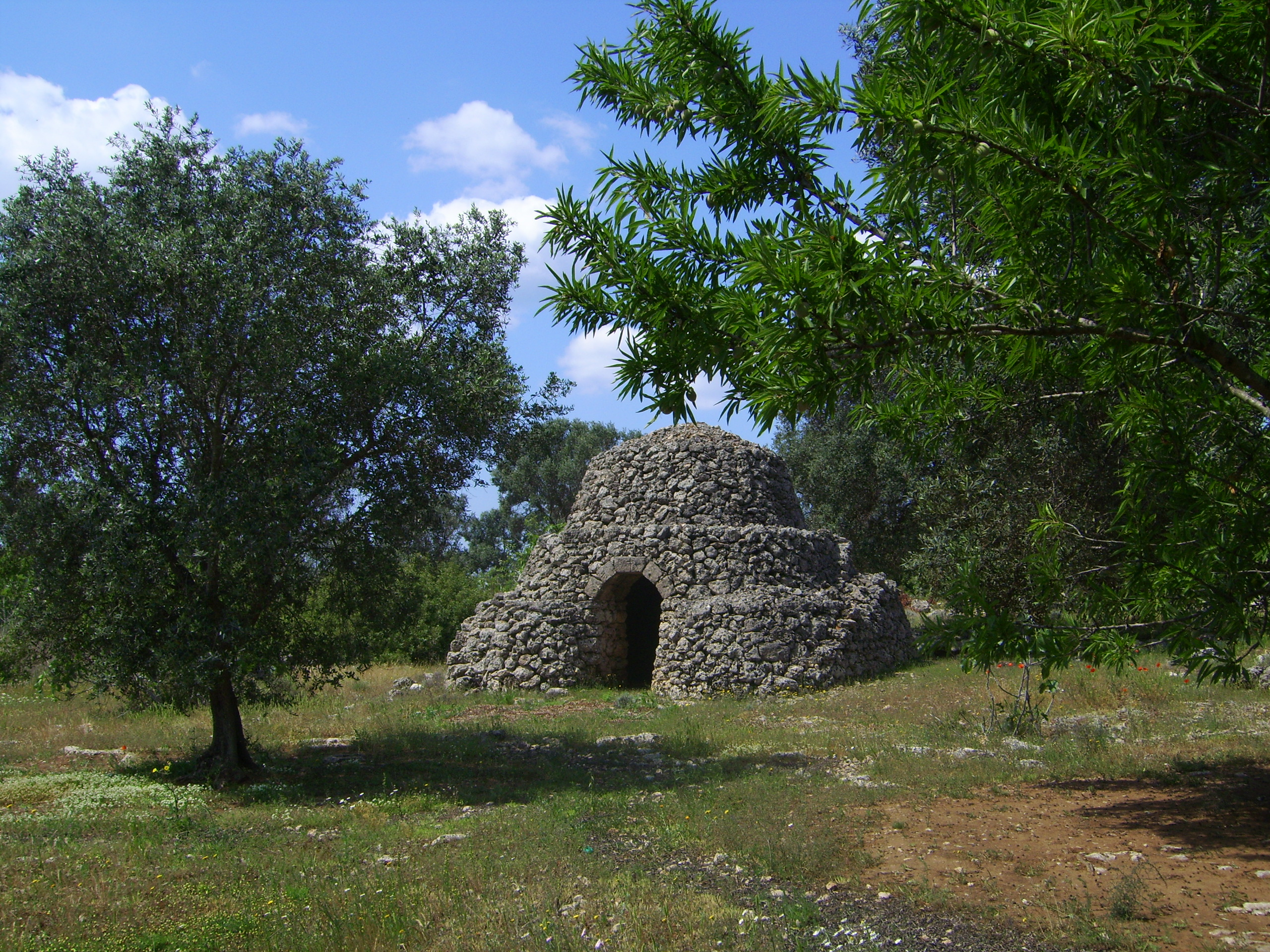
Tipico trullo lizzanese

### Idrografia
Nel territorio comunale è presente un corso d'acqua a carattere prevalentemente torrentizio e stagionale, chiamato fiume Ostone (lu Stoni in dialetto). L'area intorno ad esso è molto interessante sia sotto il profilo ambientale (flora e fauna) e sia sotto il profilo storico.
Infatti lungo il suo corso, trovano il loro habitat naturale molte specie animali come (rane, rospi ecc.), pesci (specialmente anguille) e molti volatili (Upupa, Germano Reale, Gazza Ladra, Fagiano, Civetta e molti altri).
Anche la vegetazione è molto ricca. Lungo tutto il corso del fiume permane un fitto canneto e molte altre specie vegetali.

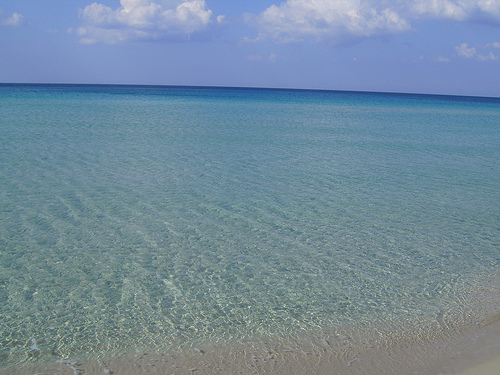
Marina di Lizzano

Sotto il profilo storico il fiume è molto importante perché sulle sue sponde, ed in particolare vicino al mare, sono stati rinvenuti nel tempo enormi quantitativi di reperti archeologici (vasellame, oro, ceramiche, pietre lavorate, tempietti votivi, necropoli, ossa, monumenti negalitici) risalenti all'età del bronzo, all'età magno-greca e interi villaggi risalenti al Neolitico tra cui il più importante, presso Bagnàra, possiede una notevole cinta difensiva. A nord di Lizzano il fiume viene inglobato in una gravina naturale sulle cui pareti rocciose insistono alcuni insediamenti grottiferi risalenti al periodo bizantino ed utilizzati come rifugio durante le scorribande saracene e come nascondiglio durante il fenomeno del brigantaggio risorgimentale. 
Successivamente con la stagione delle bonifiche di fine ottocento, il fiume Ostone è servito a prosciugare la Palude Rotonda nei pressi di San Crispieri mediante il canale "dei Cupi", affluente artificiale del fiume. Le sorgenti che fino a pochi anni fa alimentavano naturalmente l'Ostone, sono state obliterate artificialmente a causa della smodata diffusione di pozzi artesiani. 

### Sismicità
Nel corso della storia, l'unico evento sismico di rilevanza avvenne il 20 febbraio 1743, avvertito in tutto il Salento. Il sisma, del nono grado della scala Mercalli, distrusse le vicine città di Francavilla Fontana e Nardò provocando anche morti e feriti. Questo evento, per ciò che riguarda Lizzano, è documentato da alcuni scritti dell'epoca attualmente custoditi inn archivio di stato. In questi documenti si racconta di come la scossa di terremoto fu forte e di come la gente ebbe paura a seguito dei crolli avvenuti in paese ove anche il palazzo marchesale subì dei danni statici e si inclinò.

### Clima
- Classificazione climatica: zona C, 1.004 GG.

Lizzano presenta clima mediterraneo. La vicinanza del mare mitiga gli inverni, quando le temperature scendono raramente sotto lo zero e le perturbazioni nevose sono rare. L'ultima nevicata abbondante è avvenuta il 30 e 31 dicembre 2014 quando caddero circa 10 cm di neve. In estate la temperatura, supera facilmente anche i 40 gradi. Soprattutto negli ultimi anni, sono frequenti temporali violenti e trombe d'aria.
Nella tabella seguente, le temperature medie annuali:
| Lizzano                    | Mesi  | Mesi     | Mesi   | Mesi   | Mesi     | Mesi     | Mesi     | Mesi     | Mesi     | Mesi    | Mesi  | Mesi   | Stagioni | Stagioni | Stagioni | Stagioni | Anno  |
| Lizzano                    | Gen   | Feb      | Mar    | Apr    | Mag      | Giu      | Lug      | Ago      | Set      | Ott     | Nov   | Dic    | Inv      | Pri      | Est      | Aut      | Anno  |
| -------------------------- | ----- | -------- | ------ | ------ | -------- | -------- | -------- | -------- | -------- | ------- | ----- | ------ | -------- | -------- | -------- | -------- | ----- |
| T. max. media (°C)         | 13,0  | 13,0     | 15,0   | 19,0   | 24,0     | 28,0     | 31,0     | 31,0     | 28,0     | 22,0    | 17,0  | 14,0   | 13,3     | 19,3     | 30,0     | 22,3     | 21,3  |
| T. min. media (°C)         | 4,0   | 5,0      | 6,0    | 9,0    | 12,0     | 16,0     | 18,0     | 19,0     | 16,0     | 12,0    | 8,0   | 6,0    | 5,0      | 9,0      | 17,7     | 12,0     | 10,9  |
| Precipitazioni (mm)        | 46,0  | 53,0     | 63,0   | 36,0   | 34,0     | 27,0     | 27,0     | 25,0     | 36,0     | 60,0    | 71,0  | 73,0   | 172,0    | 133,0    | 79,0     | 167,0    | 551,0 |
| Umidità relativa media (%) | 78    | 75       | 73     | 71     | 68       | 63       | 61       | 63       | 66       | 73      | 77    | 80     | 77,7     | 70,7     | 62,3     | 72       | 70,7  |
| Vento (direzione-m/s)      | N 9,0 | NNW 16,0 | S 16,0 | S 16,0 | SSW 16,0 | SSW 16,0 | NNE 16,0 | NNE 16,0 | NNE 16,0 | NNE 9,0 | N 9,0 | N 16,0 | 13,7     | 16,0     | 16,0     | 11,3     | 14,3  |

## Origini del nome
L'origine del nome Lizzano è incerta: alcuni affermano che derivi da "lizza", steccato nel quale, durante il Medioevo, scendevano i cavalieri per combattere, altri fanno derivare la parola da "leccio", pianta della famiglia delle querce di cui la zona era ricca. Il nome potrebbe derivare molto probabilmente da Lecce, oppure dal latino Licyanum.

## Storia
Non esistono molte notizie riguardo alla storia di Lizzano. Certo è che il "pagus", il rione di case umili di campagna di Lizzano, risale a prima del mille. Non è possibile precisare date, come non è facile indicare a quale colonia appartenessero i primi abitanti del pagus Lizzanese, benché si creda a quella romana o greca.

### Il neolitico
Le prime presenze in questo territorio, si ebbero certamente già nel periodo del Neolitico.
Precisamente, in località "Bagnàra" e "San Cassiano" sono stati rinvenuti, dopo alcuni scavi, resti di insediamenti e villaggi capannicoli riguardanti l'età neolitica. Nelle stesse zone, poi, sono stati ritrovati numerosi arnesi e attrezzi di quell'epoca in pietra e in selce così come nel primo tratto del "canale dei Cupi", nelle grotte che si trovano sui lati della piccola gravina.

### L'età greco-romana

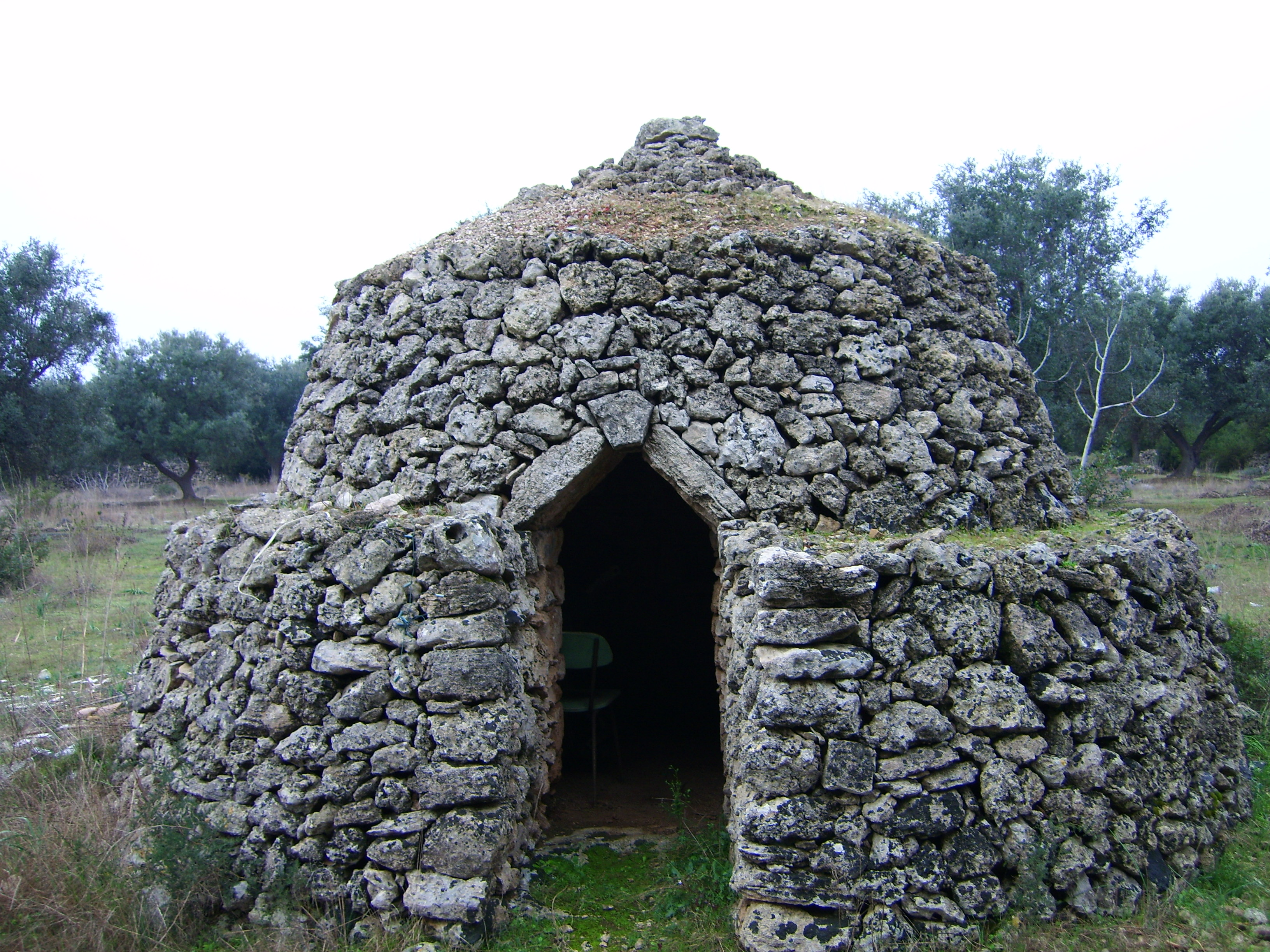
Un trullo nelle campagne di Lizzano

Oltre le colonie greche, presenti già nel territorio salentino e, in particolare nel tarantino, anche quelle Romane prendevano possesso di queste terre. Nell'anno 206 a.C. fu condotta la colonia Neptunia. Ai tempi di Verone e di Vespasiano altre colonie furono condotte nella Provincia di Taranto. Ai Coloni venivano assegnati degli appezzamenti di terra di 200 yugeri. Di qui sorse la necessità delle casette per i contadini. Così sensibilmente i casolari si raggruppavano e formavano i villaggi. Queste popolazioni, lavorando i campi e rendendoli produttivi diffondevano il benessere in tutta la provincia, aprivano strade, che solcavano tutto l'agro Tarantino, delle quali una conduceva ad Oria, per arrivare alla Via Appia di Brindisi, l'altra direttamente a Taranto e ai villaggi limitrofi.

### Il periodo bizantino, e le invasioni longobarde
Tramontato l'Impero romano, i Barbari, come un torrente devastatore, invasero tutta l'Italia. Nonostante l’espansione di Totila arrivó fino alle terre salentine, i generali bizantini Belisario prima e poi, nel 555 Narsete, riconquistarono queste regioni in nome dell’Impero romano d’Oriente. Tuttavia nel 568 i Longobardi occuparono Taranto e Brindisi. I bizantini si accordarono con i longobardi alzando un muraglione che segnava il confine tra la foresta tarantina e il marchesato di Oria. Il territorio lizzanese, ora, si trovava sotto il controllo dei longobardi. La pace, però, fu breve. Nel 717 i bizantini, guidati da Leone Isaurico tentarono di rioccupare queste terre. Anche i Saraceni invasero questo lembo d'Italia, distruggendo Oria, Manduria e i villaggi limitrofi fino ad arrivare a Taranto che venne distrutta. Dopo i Saraceni, si scatenarono su queste terre gli Schiavoni e gli Ungari che distrussero tutti i villaggi, dal litorale all'entroterra. L'eccidio e le distruzioni proseguirono dal 924 al 962, fino alla comparsa dell'imperatore Niceforo Foca.

### Gli insediamenti religiosi Basiliani
I ricordi della permanenza di questi religiosi a Lizzano, si riscontrano nella "valle dei Cupi" prima e nella cripta-monastero dell'Annunziata dopo. I religiosi Basiliani, già presenti da molti anni nel Salento, durante le persecuzioni erano riusciti a salvarsi nascondendosi nella foresta e nelle cripte sotterranee. I primi insediamenti si ebbero intorno ai secoli IX e X.

### La nascita del casale
Sulla nascita del casale, non ci sono molte fonti, ma alcune di esse attestano che Lizzano sia stato edificato nel 1208 dalla contessa Albiria, figlia di Tancredi, re normanno. Fonti, seppur approssimative, narrano che il re normanno Guglielmo il Malo distrusse Lecce, allora chiamata Rudiae, nel 1147.

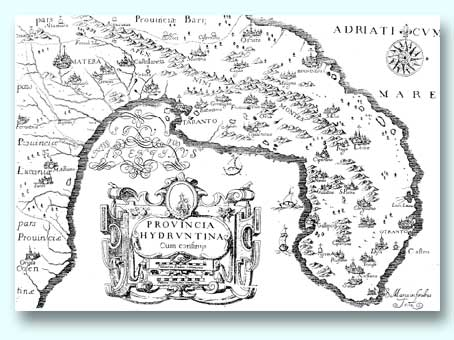
Mappa della Terra d'Otranto

Dopo la ricostruzione, i nobili di Rudiae furono accolti nella città a differenza dei poveri che, invece, vennero respinti. La contessa Albiria decise di assegnare a questi poveri sudditi un territorio vicino a Pulsano dove, nel 1208, s'insediarono molti dei novelli lizzanesi. Gli altri che rimasero fondarono vicino a Lecce il paese di Lizzanello.
È evidente il legame di Lizzano con Lecce tanto da avere entrambe le città lo stesso simbolo dell'albero del leccio, un tipo di quercia abbondantemente presente un tempo in entrambi i territori.

### Da feudo a comune
Nel corso dei secoli, Lizzano divenne un grande feudo, con il titolo di marchesato. Diversi feudatari si sono avvicendati al comando di questo feudo: nel 1272 il casale era infeudato da Iacopo de Rephis, nel 1315 passò nelle mani di Goffredo de Pandis, nel 1329 il feudo fu proprietà di Giovanni Sanseverino, dei De Tremblayo nella metà del XIV secolo, dei Francone nel 1475, dei De Raho nel 1569, dei Duchi Clodinio nel 1606, dei De Luca nel 1675 e dei Chyurlia nel 1697. Quest'ultima famiglia controllò il marchesato di Lizzano sino al 1806 quando furono abolite le feudalità.
Sotto il profilo amministrativo, Lizzano ha fatto parte della Terra d'Otranto (poi Provincia di Lecce) dall'XI secolo fino al 1923, quando dal distretto di Taranto, che comprendeva la cittadina, venne istituita la provincia dello Jonio, ribattezzata provincia di Taranto solo nel 1951. A livello regionale, fu inserita nella Regione Salento quando, nel secondo dopoguerra, il legislatore costituì formalmente le regioni; successivamente però, alla nascita effettiva delle regioni italiane, la Regione Salento fu annessa alla Regione Puglia. A livello statale, Lizzano, dopo l'autonomia di cui godeva durante la preistoria, fece inizialmente parte della Magna Grecia (VIII-III secolo a.C.), poi fu annesso all'Impero romano (dal III secolo a.C. al IV secolo d.C.), all'Impero romano d'Occidente (IV-VI secolo d.C.), successivamente all'Impero Bizantino (VI-XII secolo d.C.), al Principato di Taranto all'interno del Regno di Sicilia (XII secolo d.C. - 1262) prima e del Regno di Napoli (1262-1816) poi, al Regno delle Due Sicilie (1816-1860) e, infine, al Regno d'Italia, l'attuale Repubblica Italiana (1860-oggi). Fino al 1951 Lizzano ha amministrato anche le due frazioni di Torricella e Monacizzo diventati comune autonomo sotto il nome di Torricella.

### Simboli
Mentre Lecce ha una lupa alla base del leccio, Lizzano fra i rami del suo simbolo ha una scritta molto particolare Fracta et ligata refloret ("spezzata e legata rifiorisce"). La leggenda narra che durante una tempesta la quercia più maestosa del paese fu violentemente colpita dalla furia del vento, fino a troncargli i due rami principali. I lizzanesi rialzarono la quercia e legarono al tronco i due rami. La quercia, quasi per incanto, rifiorì più bella di prima.

#### Stemma
Lo stemma comunale di Lizzano venne approvato il 27 maggio 1929, dall'allora capo del governo Benito Mussolini. La sua descrizione è la seguente:
(Decreto reale di concessione in data del 27 maggio 1929)
Il gonfalone del comune è costituito da un drappo partito di giallo e di rosso nel centro del quale è posto lo stemma.

## Monumenti e luoghi d'interesse

### Architetture religiose

#### Chiesa matrice di San Nicola

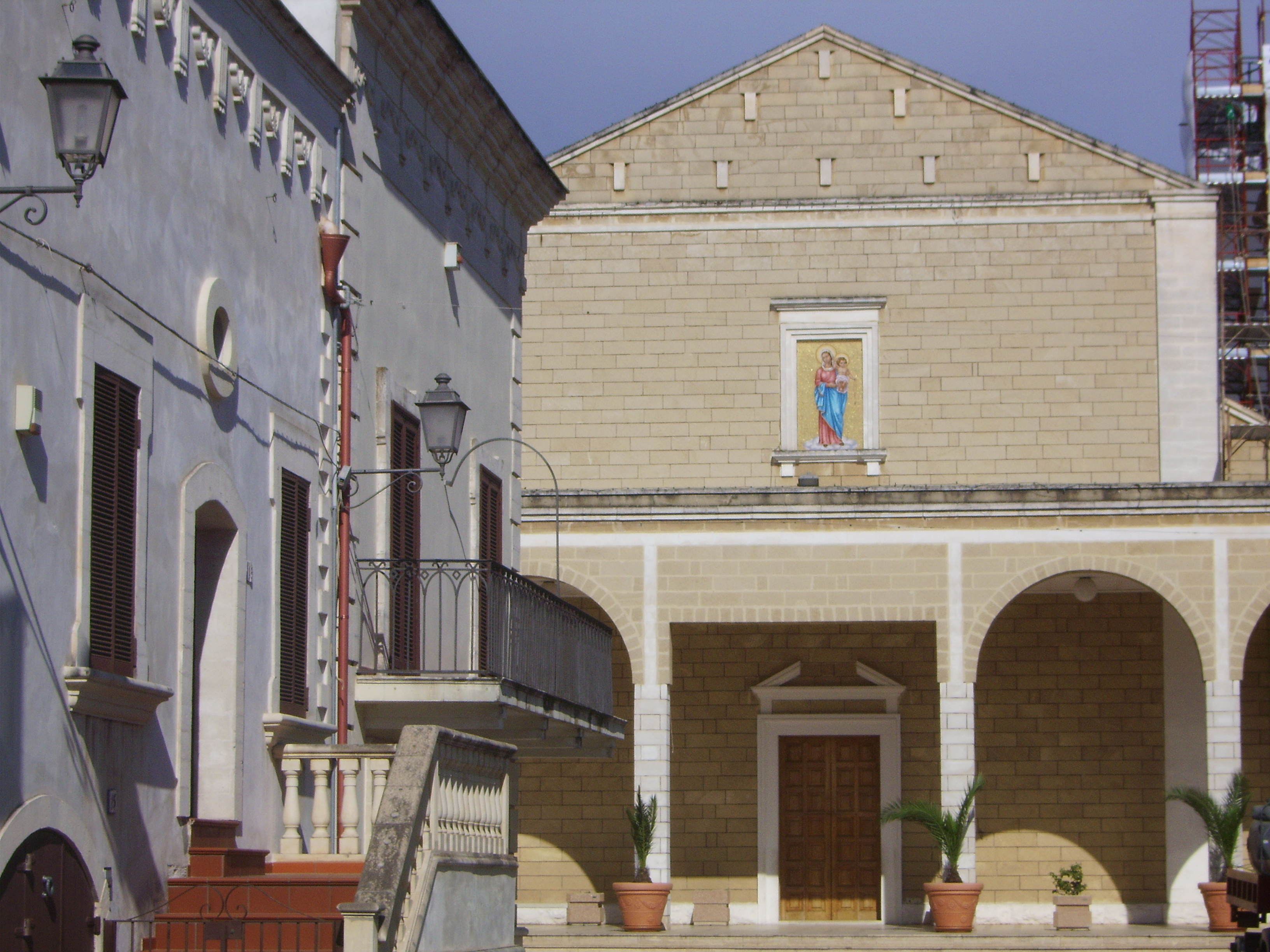
Chiesa matrice San Nicola (Lizzano)

Principale chiesa di Lizzano, fu costruita agli inizi del XIV secolo su un luogo di culto preesistente. Prima del crollo avvenuto negli anni cinquanta, conteneva elementi di varie epoche artistiche. Nella chiesa vi sono numerose statue tra cui spicca quella del patrono san Gaetano da Thiene. La chiesa è collocate nel centro storico di fronte al Palazzo Marchesale. Dopo il crollo, che distrusse gran parte della struttura, la chiesa venne ricostruita e stravolta dal punto di vista artistico e venne costruito l'odierno campanile.
Il soffitto è a cassettoni mentre le navate laterali presentano soffitti a volta. L'altare maggiore in marmo policromo, è posto al centro del presbiterio; le cappelle laterali sono dieci.

#### Convento di San Pasquale Baylon

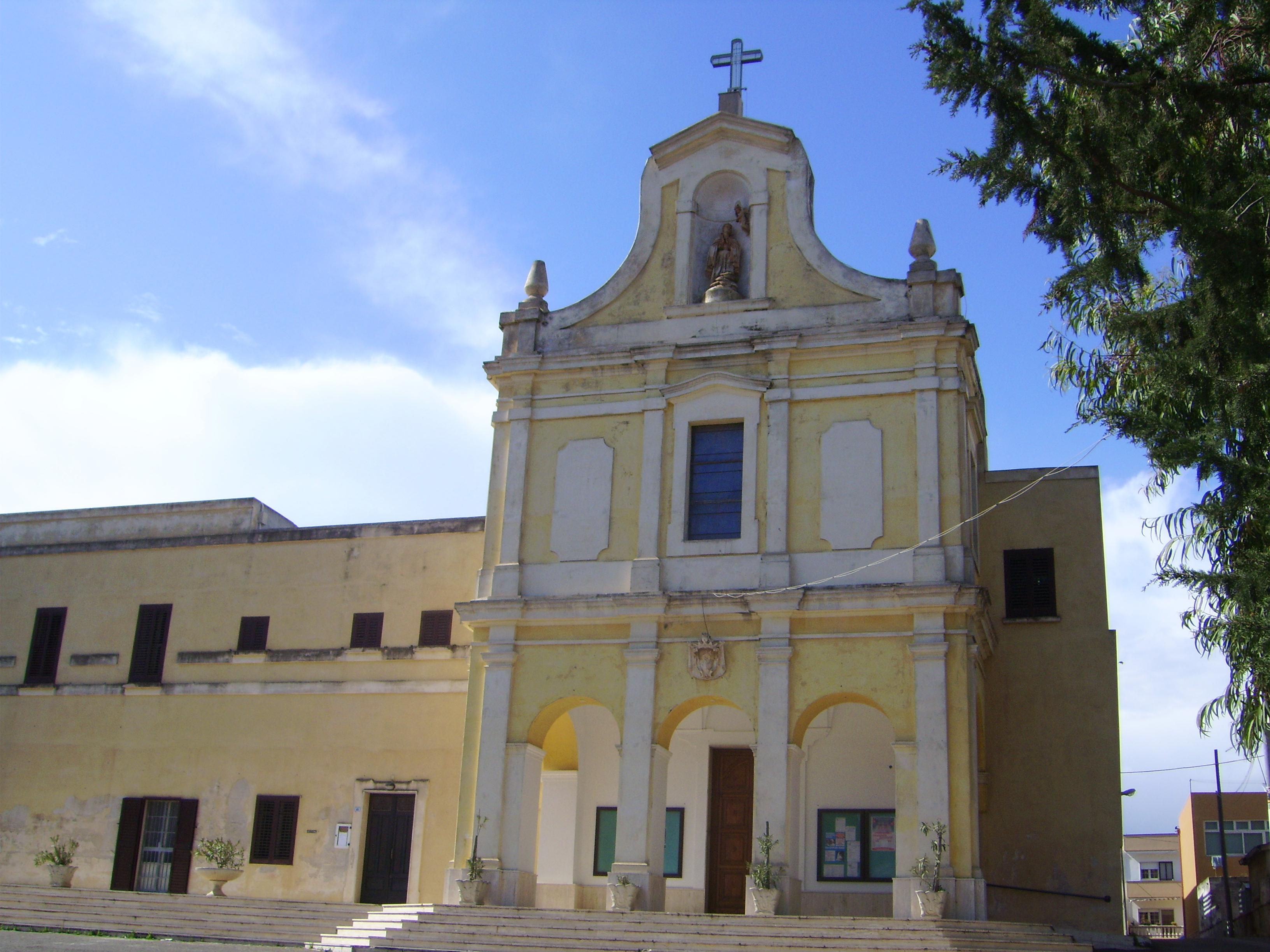
Convento San Pasquale Baylon, Lizzano

Il convento francescano di San Pasquale Baylon, venne eretto nel 1742 per volontà dei marchesi Chyurlia, allora feudatari della Terra di Lizzano. Artisticamente la chiesa si presenta molto semplice, con sfumature barocche, ancora più evidenti prima dei numerosi restauri e rimaneggiamenti effettuati negli ultimi trent'anni. Sono presenti un grande numero di tele settecentesche e statue della stessa epoca. Il convento ospita un museo (prevalentemente di oggetti sacri) e una biblioteca chiusi al pubblico. Vi hanno dimorato i frati della provincia francescana del Salento fino al mese di settembre 2016 quando, tra fortissime proteste e manifestazioni di dissenso, la cura del convento e della parrocchia ad esso legata è stata affidata all'Arcidiocesi di Taranto che accogliendo la decisione del capitolo provinciale dei Frati, ha nominato un parroco diocesano dando seguito di fatto alla soppressione della fraternità francescana.

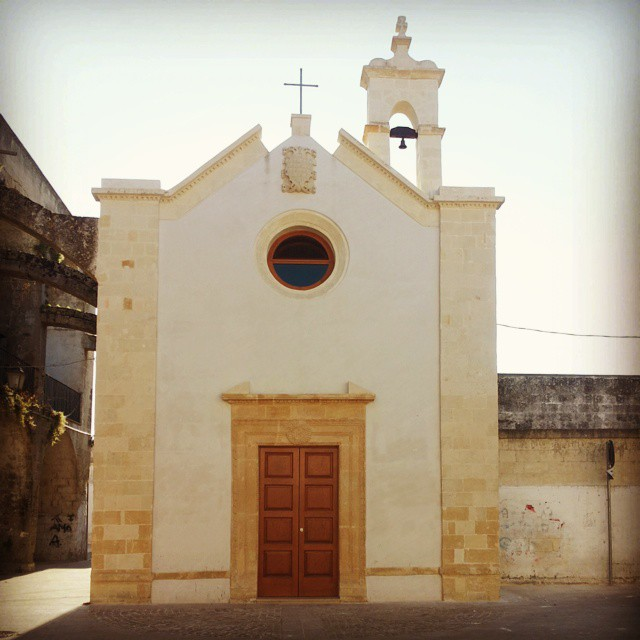
Chiesa del Rosario, Lizzano

#### Chiesa del Rosario
Sita nella parte antica del paese, fu edificata nel 1562 in stile romanico, dalla famiglia De Raho, feudataria di Lizzano. Sul lato sinistro si notano gli archi di appoggio del Castello normanno, costruiti in seguito al terremoto del 1743. Sul lato destro si nota il campanile. La chiesa, internamente, è completamente affrescata ed è attualmente oggetto di vari restauri. All'interno vengono conservate le statue della processione dei Misteri e dell'Addolorata. La chiesetta è sede dell'omonima confraternita.

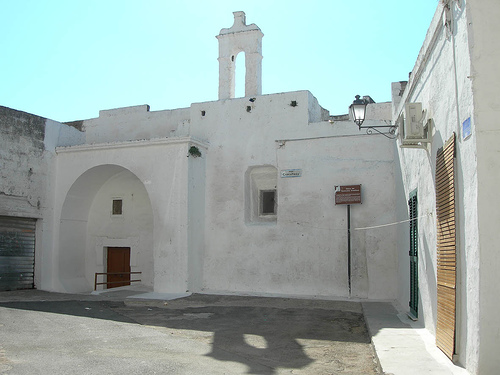
Santuario del Crocifisso, Lizzano

#### Cappella del Crocifisso
Sita nel centro storico del paese nelle immediate adiacenze del castello normanno; conservato in discrete condizioni, è una preziosa testimonianza della identità culturale storica dei lizzanesi. Di grande valore, al suo interno, è la deesis, affresco di origine bizantina (come lo è tutta la chiesa), che si trova sopra l'altare maggiore. Vi sono conservate, inoltre, due statue lignee raffiguranti san Gaetano da Thiene e sant'Elena.

### Chiese e cripte rupestri
La cittadina di Lizzano, è stata, per molti secoli, abitata da monaci bizantini, basiliani e gesuiti. L'esistenza di queste figure religiose, ha lasciato numerose tracce architettoniche e artistiche che trovano il loro fulcro nelle due grandi chiese rupestri con relativa cripta: quella della Santissima Annunziata e quella di Sant'Angelo.

#### Chiesa e cripta rupestre della Santissima Annunziata
La cripta rupestre della Santissima Annunziata si trova a circa mezzo km di distanza da Lizzano. La chiesetta della Santissima Annunziata è considerata un monumento di notevole interesse storico artistico, uno dei più singolari di tutto il territorio pugliese ed un importante santuario rupestre, centro di devozione mariana e meta di pellegrinaggio da parte di tutto il territorio ionico posto a sud-est di Taranto specialmente nel Medioevo. La cripta è ricavata da una grotta già cenobio basiliano, era ricca di dipinti murali sacri, alcuni di rara bellezza, di epoca non anteriore al secolo XI. Sulla chiesa rupestre venne, in seguito, eretta la chiesa, fra il IX e il X secolo. Nei secoli XII e XIII si effettuarono alcuni interventi parziali sull'edificio, senza, però, mutarne in maniera rilevante l'aspetto formale e la configurazione spaziale. Tra il XIV e il XV secolo fu attuata una ristrutturazione generale della cripta e della chiesetta, altri lavori ci furono tra il XVI e il XVII secolo. Agli inizi del XIX secolo avvenne la totale ristrutturazione dell'edificio ed il rinnovamento delle opere pittoriche. Nella chiesa, un tempo, vi erano non meno di 22 dipinti murali. A causa di leggende di tesori nascosti, la chiesetta fu sottoposta a saccheggi. L'accesso alla chiesa rupestre è stato ripristinato dal Rotary Club di Manduria in occasione della VI Festa di Fine Vendemmia il 17 novembre 2002.

#### Cripta rupestre e grotta di Sant'Angelo

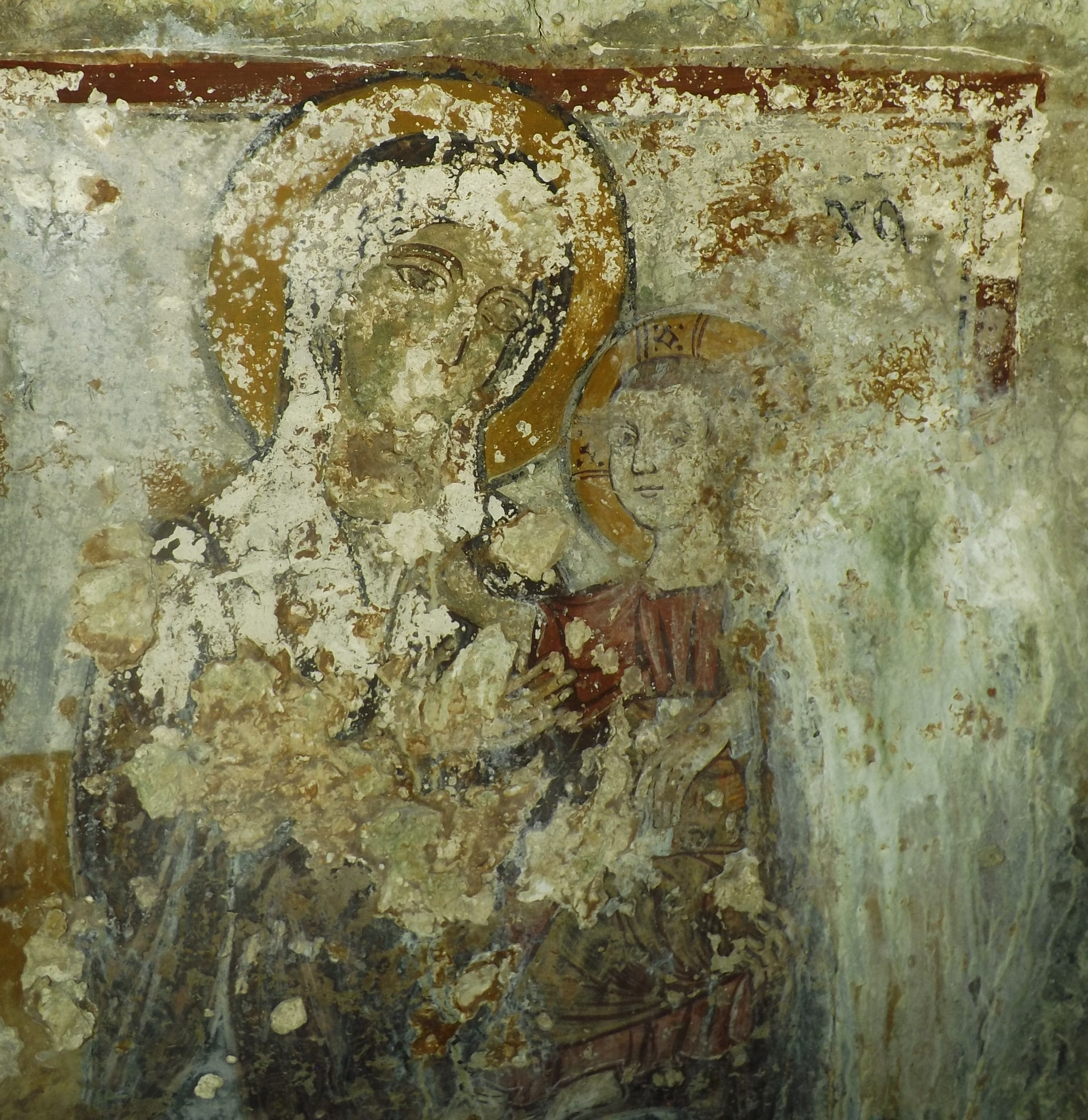
Uno degli affreschi all'interno della cripta di Sant'Angelo.

La chiesa di Sant'Angelo (Cripta Basiliana) è situata in contrada Serra degli Angeli su una collinetta denominata monte Sant'Angelo a 3 km a nord-ovest di Lizzano. La grotta di Sant'Angelo si apre sulla sommità di una collina nei calcari bianco-cerulei sub-cristallini del Cretacico e si articola in questi per circa 50 metri. Sul piano di calpestìo si sono notati vari frammenti di ossa con uno strato di fossilizzazione alquanto avanzata, frammenti di ceramica di varie epoche e quindi non si può escludere la presenza di qualche livello, in posto, del periodo neo-eneolitico e post-neolitico. Le tracce dell'epoca di culto, sono soprattutto la presenza di numerosi affreschi paleocristiani.

#### Altre architetture religiose
Altre architetture religiose sono rappresentate dalle varie chiese e cappelle presente nel castello, nei palazzi signorili, nelle masserie e dai tempietti greci e romani ritrovati nelle zone ad interesse archeologico.

### Architetture civili

#### Il castello
Il Palazzo marchesale (Castello) è situato ai piedi del poggio su cui gradatamente s'adagia il paese, si presenta con linee sobrie e severe. Secondo alcuni studiosi fu costruito su di un antico nucleo normanno dai baroni De Raho nel XVI secolo, di cui rimane solo un torrione.

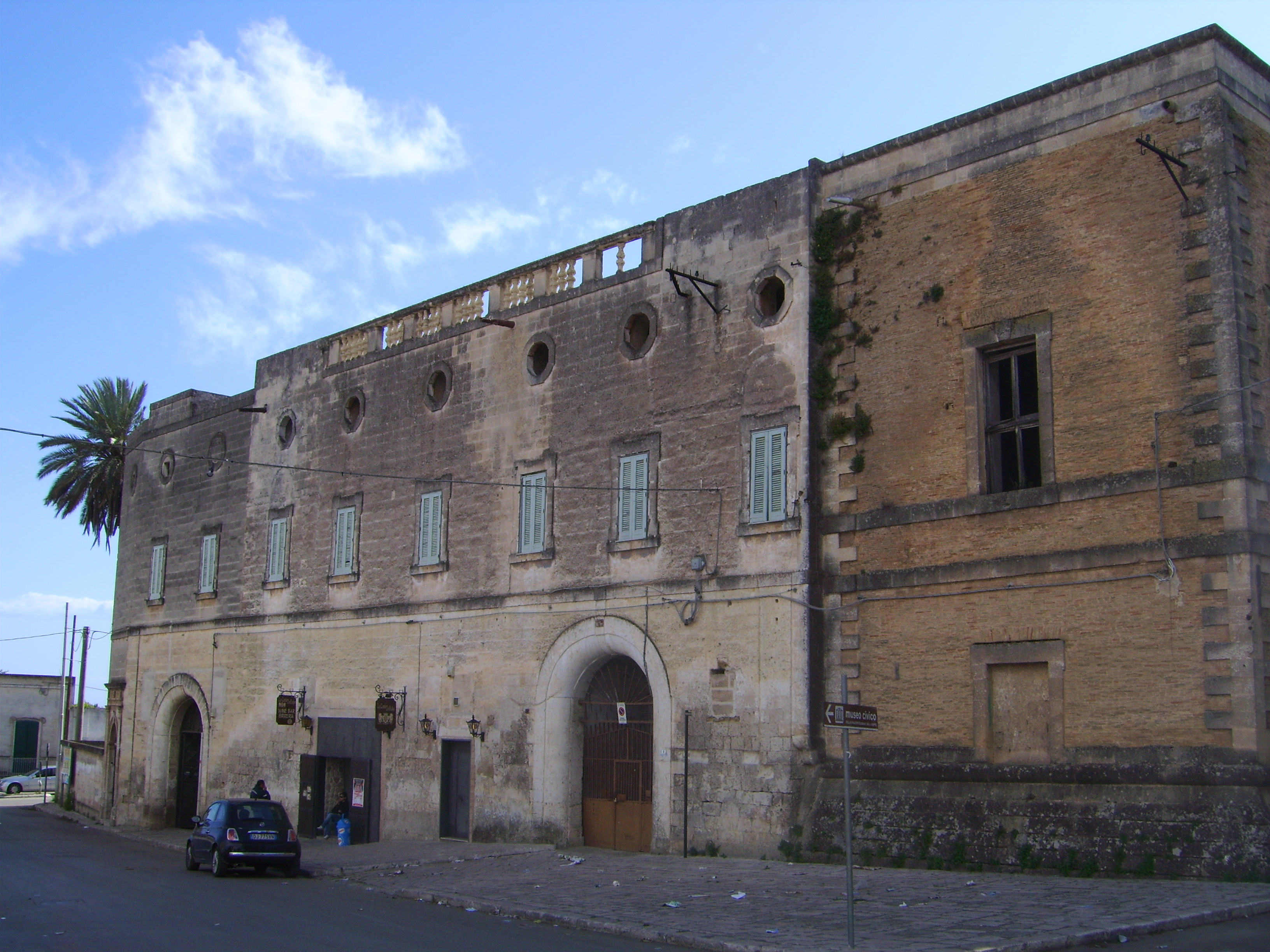
Castello marchesale

La struttura è stata soggetta ad ampliamenti e rifacimenti nel corso della storia che ne hanno modificato l'aspetto originale. Attualmente è di proprietà privata e versa in stato di degrado.

#### Altre architetture civili
- Trappeti e palmenti ipogei;
- Architetture rurali presenti nelle campagne (Trulli, costruzioni a secco);
- Le 35 masserie presenti nel territorio;
- Palazzo Majorano;
- Palazzi signorili nel centro storico;
- Palazzo della scuola elementare Alessandro Manzoni

### Architetture militari

#### Torre dell'orologio
La Torre dell'Orologio (XII-XIX secolo) è impostata su un torrione del castello, un tempo poco distante dall'impianto originario normanno pare fosse legata ad esso da un passaggio sotterraneo, mai ritrovato. Rappresenta una testimonianza di valore storico inestimabile. Da una prima lettura delle strutture murarie appare evidente un processo di sedimentazione attuatosi nel corso dei secoli. La struttura di base sembra ancora riconducibile ad una torre fortificata di avvistamento e di difesa, risalente al XIII - XIV secolo.

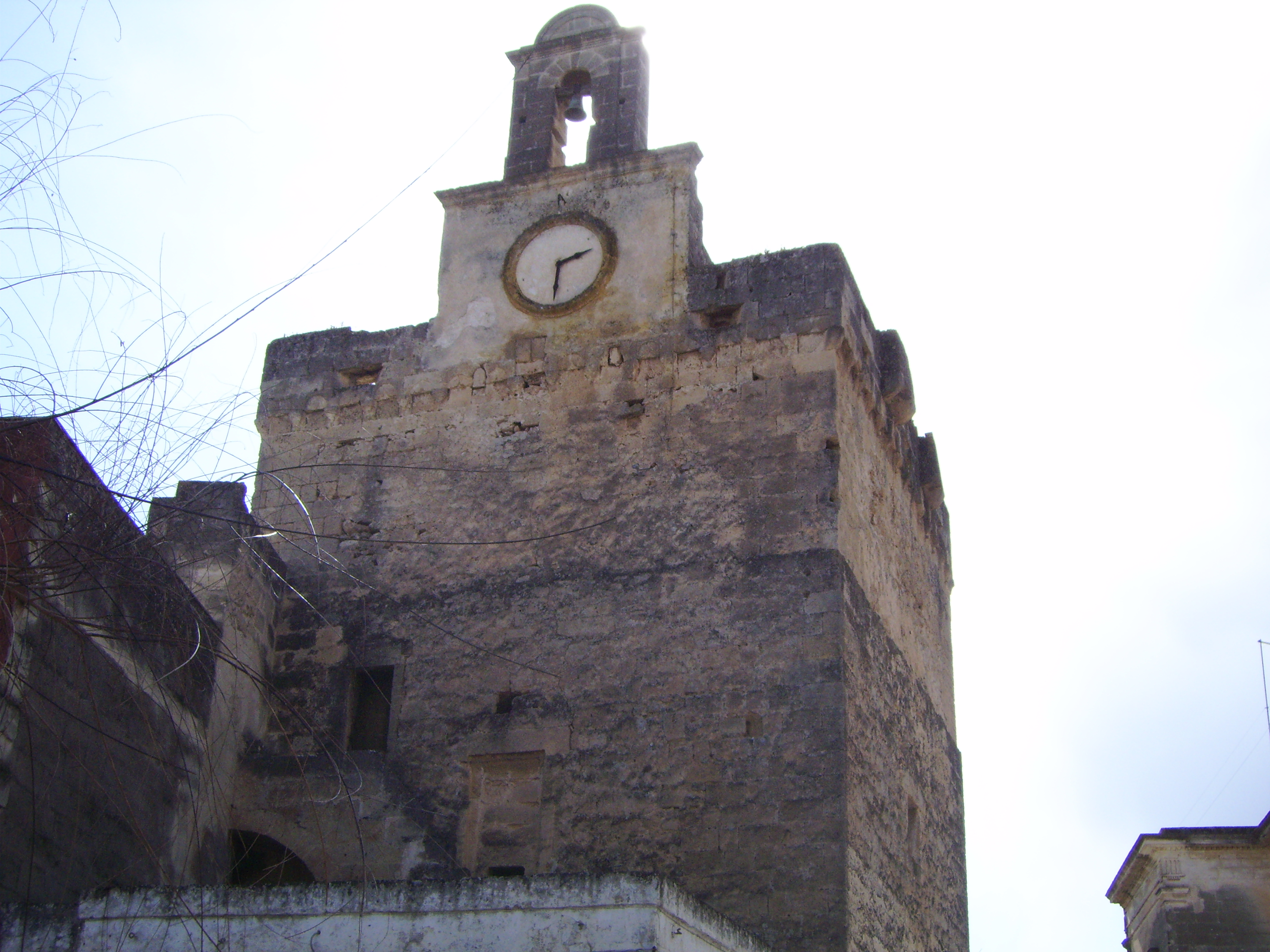
Torre dell'orologio

Qui al piano terra esiste un unico vano a pianta quadrata con volta a botte. La parte superiore della torre è un evidente rifacimento con sopraelevazione. databile tra il XV ed il XVI secolo. A seguito di tale intervento fu ricostruita la volta del vano preesistente al secondo livello, con arco a sesto acuto. Furono inoltre costruiti gli spalti di difesa con le relative caditoie e con l'aggiunta di elementi architettonici decorativi dello stesso materiale adoperato per la sopraelevazione (carparo), che ne hanno ingentilito l'aspetto. Tra XVIII e XIX secolo la torre divenne importante punto di riferimento per la vita del paese per l'inserimento dell'orologio e della torre campanaria. Innalzata la sua sommità, fu ricavato un apposito vano per accogliere i meccanismi dell'orologio, sormontato da un campanile dotato di due campane di diverse dimensioni, asservite all'orologio. In seguito sono stati affiancati due piccoli corpi di fabbrica ad un solo livello, adiacenti ai due lati mentre il terzo lato della torre è addossato ad uno stabile, un tempo adibito, a cinema, ma costruito, nei secoli scorsi, per evidente utilizzo militare. L'accesso ai vari locali del fabbricato avviene in modo del tutto indipendente.

#### Torri Costiere

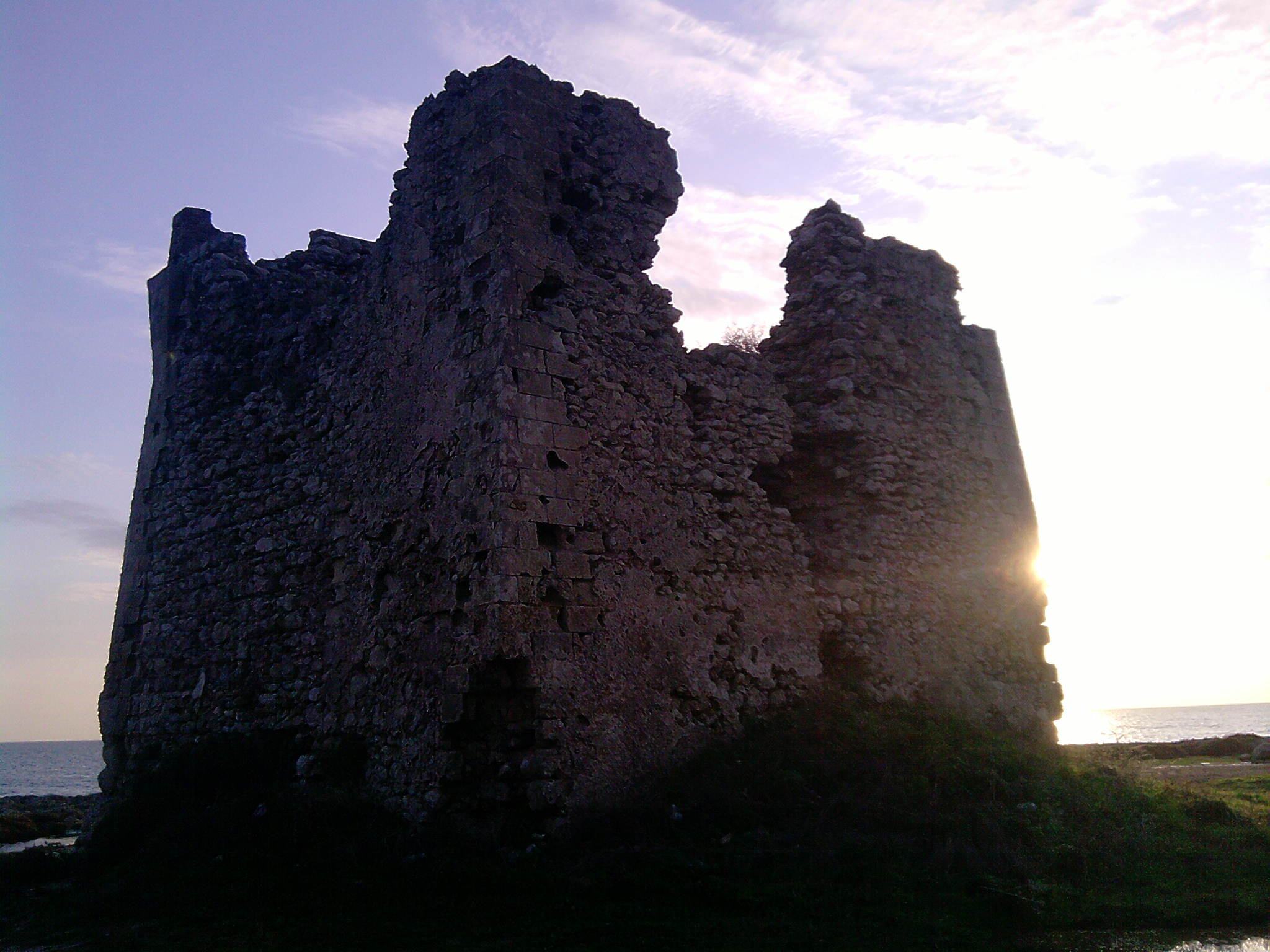
Torre Zozzoli, Marina di Lizzano

Nel territorio di Lizzano sono presenti 3 torri costiere:
- Torre Zozzoli o torre sgarrata (in dialetto), parzialmente crollata
- Torre Rossa, ormai presente sotto forma di ruderi
- Torre Canneto, non più esistente
- Torri di vedetta sparse lungo la fascia costiera, costruite nella seconda guerra mondiale.

### Siti archeologici
L'indagine archeologica ha permesso di iscrivere il territorio di Lizzano nell'importante area neolitica del Sud-Est tarantino comprendente Torre Castelluccia, Saturo, Porto Pirrone. Una campagna di scavo effettuata, infatti, in località Bagnara, ha portato alla luce un insediamento capannicolo di una comunità agricolo-pastorale cronologicamente collocabile nel Bronzo Medio (XV-XVI secolo a.C.). Altri scavi archeologici, sono stati effettuati in zona Santa Petronilla, in zona San vito, in tutto il corso percorso del fiume Ostone, nei dintorni della masseria Casabianca ed in tutto il territorio comunale. In questi scavi sono state ritrovate tombe e necropoli del periodo greco, messapico e romano, resti di ville con colonne in stile dorico, vasellame di vario genere e di varie epoche (dai messapi ai greci, dai romani al medio-evo), tombe a camera, reperti dell'età del bronzo e della preistoria.

### Centro storico
Il nucleo abitato storico di Lizzano è situato a sud del paese, intorno alla Chiesa Madre, al Castello marchesale e alla torre dell'orologio. Fino a qualche decennio fa, il centro storico era interamente abitato mentre ora molte case e antiche bottege versano in stato di degrado. Le strade si presentano strette e curve intervallate da alcuni spiazzi e da vicoli più piccoli. La pavimentazione stradale fino a pochi decenni fa, era interamente costituita dalle tipiche chianche di pietra viva, caratteristiche di questa zona della Puglia; ora il bitume ricopre tutte le strade, lasciando intravedere, però, qualche chianca che riaffiora dal piano di calpestio. Questa parte del paese era anche quella più attiva economicamente in quanto vi si trovavano le bottege e i laboratori degli artigiani (ceramisti, falegnami, fabbri, scarpari, fornai e molti altri), ormai inesistenti. Le abitazioni sono molto semplici e tipiche della Puglia meridionale, con tetto basso e facciate imbiancate a calce o di carparo levigato, anche se non sono poche le case signorili e i palazzi dei nobili. Alcune case hanno una particolare decorazione barocca e altre, invece, presentano dei caratteristici comignoli Arbëreshë, tipici dei paesi circostanti, facenti parte dell'Arberia Tarantina. Nel 2011 sono iniziati i lavori di riqualificazione del centro storico con cui sono state riposizionate le chianche in pietra di trani in alcune strade, restaurata la facciata della chiesa del Rosario e parte della torre dell'orologio. Attualmente il centro storico è ancora in fase di riqualificazione, per la quale si attendono ulteriori fondi e progetti.

## Società

### Evoluzione demografica
Abitanti censiti

Al 31 dicembre 2023 a Lizzano risultano residenti 141 cittadini stranieri, pari all'1,37% della popolazione.
Le nazionalità principali sono:
- Albania: 40
- Romania: 31

### Lingue e dialetti

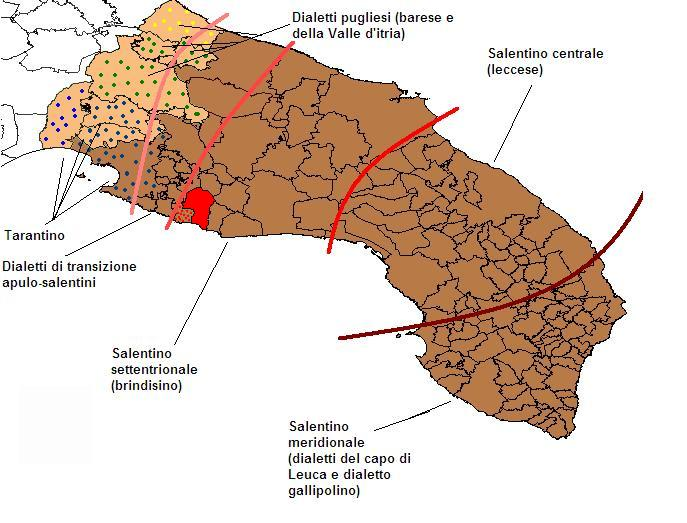
Il dialetto lizzanese nel contesto dei dialetti salentini.

Il dialetto lizzanese fa parte del salentino e appartiene quindi al gruppo dei dialetti italiani meridionali estremi.
L'accento e la cadenza del lizzanese sono prevalentemente brindisini (dialetto salentino settentrionale), ma forte è anche l'impronta del leccese, ossia del salentino centrale. Il dialetto lizzanese, quindi, si discosta moltissimo dal dialetto del capoluogo ionico (Dialetto tarantino) che appartiene ai dialetti di transizione apulo-salentini. Il dialetto lizzanese è stato ampiamente studiato dal famoso filologo e linguista tedesco Gerhard Rohlfs.

### Religione
La religione più diffusa è il cattolicesimo di rito romano. A Lizzano vi è la presenza di una confraternita: la confraternita del Santo Rosario. Inoltre presso il convento di San Pasquale hanno sede, dal 1907, il Terz'ordine Francescano secolare (OFS) e la Gioventù Francescana. Molto sentite sono le feste religiose di San Gaetano da Thiene, patrono principale (6-7 agosto), San Pasquale Baylon, protettore della città (dal 15 al 18 maggio) e San Giuseppe, nella cui vigilia della ricorrenza vengono allestite le famose Tavole di San Giuseppe e, nel giorno festivo, i falò per le strade (18-19 marzo) che vedono una partecipazione numerosa della cittadinanza e che richiamano un grosso flusso turistico da tutta la provincia e dal Salento in generale. La cittadina è compresa nell'Arcidiocesi di Taranto e nella provincia dei frati minori di Lecce.
Altre feste religiose molto sentite sono:
- Sant'Antonio da Padova
- Madonna del Rosario
- Corpus Domini
- Epifania

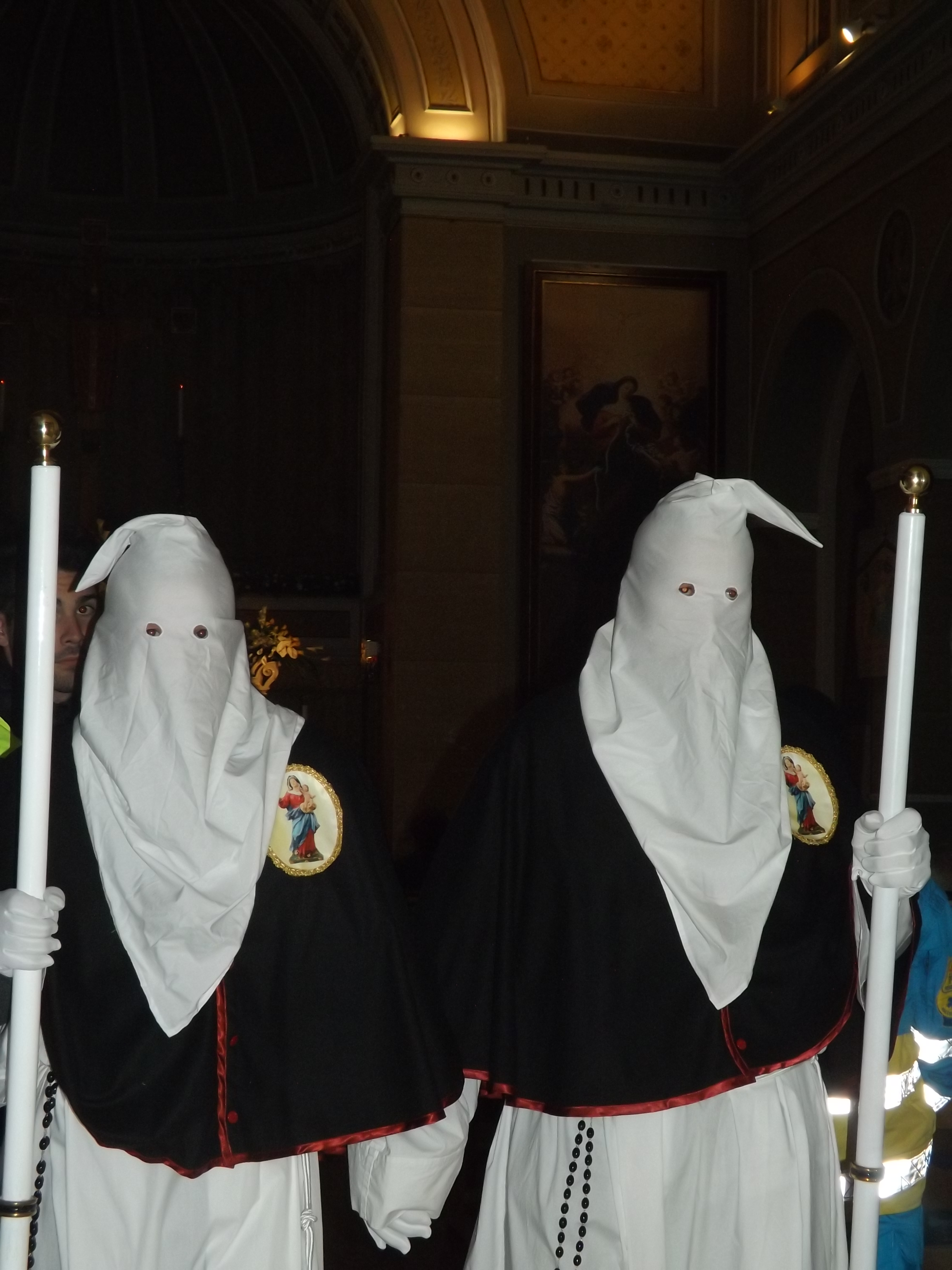
I "Pirdùni" durante il pellegrinaggio agli altari della reposizione, Lizzano

- Assunzione di Maria, con la processione a mare della statua.
- Settimana Santa, che ruota intorno alla processione dei Misteri, alla processione notturna dell'Addolorata e alla visitazione dei Sepolcri (altari della reposizione) da parte dei Perdoni, coppie di confratelli del Rosario che incappucciati e in abito da penitenza, vagano per le vie del paese visitando gli Alari della reposizione.
- Santi Medici (Santi Cosimo e Damiano), venerati in particolar modo la notte dell'Ascensione del Signore. In questa notte prende vita un pellegrinaggio, a piedi, diretto verso il santuario di San Cosimo alla Macchia presso Oria (Br), per una distanza di 24 chilometri.
- San Francesco d'Assisi, patrono d'Italia. La devozione nei confronti del Santo è molto sentita anche grazie alla presenza del convento francescano dei frati minori, dell'Ordine Francescano Secolare e della Gioventù Francescana.

### Tradizioni e folclore

#### Il Tarantismo
ci è taranta lassila ballari,

Tarantata a Lizzano, rito di guarigione dal tarantismo, presso la masseria San Vito. (Anni Cinquanta del '900)

ci è malincunia, caccila fori,
ci è malincunia, caccila fori.»
(Alcune strofe della Taranta di Lizzano)
A Lizzano, così come in tutta la Puglia meridionale, il fenomeno del tarantismo ha occupato un'importante pagina culturale e folcloristica di intere generazioni, arrivando fino ai giorni nostri, prima di scomparire del tutto. Testimoni oculari di questo studiato fenomeno raccontano di veri e propri rituali musicali usati per "guarire" le donne morse dalla tarantola. Il rituale consisteva in un ballo frenetico e stancante eseguito per ore o addirittura per giorni, dalle tarantate o dai tarantati che, sfiniti, cadevano a terra in uno stato di trance. Appena visti i primi sintomi del morso della tarantola, si usava appendere fazzoletti di diverso colore nella stanza più grande della casa e la tarantata, quasi incantata dai colori, ne sceglieva uno e ballava con quello. Si credeva che il colore del fazzoletto indicasse il colore della tarantola. Dopo ore di ballo ci si spostava, ballando e suonando, in campagna, sul posto dove si credeva che la tarantola avesse morso la tarantata e li si compiva l'ultimo ballo.
Di solito gli strumenti usati per questa terapia musicale erano il violino e il tamburello, ai quali si aggiungevano talvolta l'organetto e la chitarra battente.
Il tarantismo lizzanese, è stato oggetto di molti studi, tesi e ricerche. Tra i più famosi ricercatori del tarantismo lizzanese, vi era Alfredo Majorano, antropologo tarantino, che ancora prima di Ernesto de Martino registrò e fotografò il rito del tarantismo. Le foto e i documenti sonori sono attualmente conservati presso il Museo Etnografico di Taranto.

#### L'Epifania

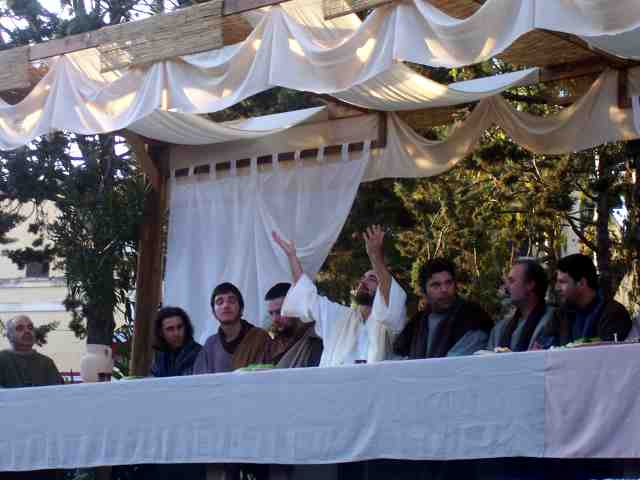
Passione di Cristo - 2006

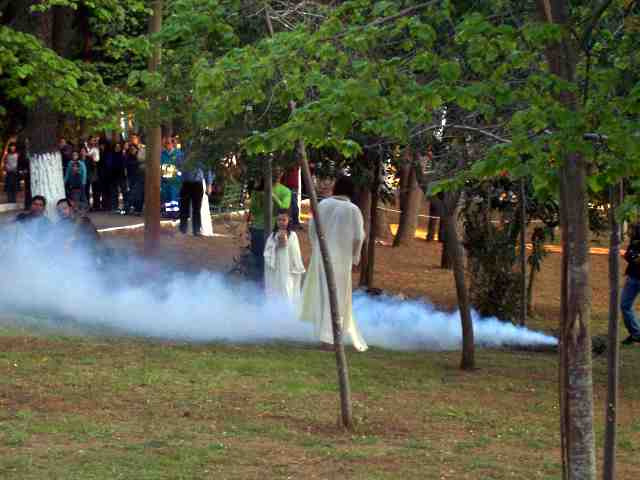
Passione di Cristo - 2006

Il 6 gennaio, giorno dell'epifania, si svolge lungo le vie del paese, "la calata dei Magi".
La mattina, sin dalle prime ore dell'alba, una banda suona nenie natalizie per le strade del paese, e prepara l'atmosfera alla manifestazione che si svolge nel pomeriggio, quando dal Convento San Pasquale Baylon, partono nei loro sontuosi abiti e i loro doni, i Sapienti d'oriente, preceduti dalla stella cometa e scortati da numerosi scudieri e paggi. Dopo aver percorso alcune vie, ci si reca nel centro storico, di fronte alla chiesa San Nicola, nella parte bassa del paese dove sono allestiti dei palchi. I Magi, guidati dalla cometa vanno da Erode dove si svolge il dialogo. Dopo aver salutato Erode, la cometa riappare guidando i Magi alla grotta del Bambinello. La manifestazione si chiude festosamente con i fuochi d'artificio.

#### La Passione di Cristo
Dal 1971 la Domenica delle Palme, nelle ore pomeridiane, prende vita la rappresentazione della Passione di Gesù Cristo occupando gli spazi antistanti il Convento e le vicine vie del paese.
In particolar modo la manifestazione partendo dal Calvario sito in via XIV Maggio si snoda con un corteo storico sulla Villa di Viale Convento dove ha luogo l'entrata in Gerusalemme del Messia e l'Ultima Cena per poi stanziare sul piazzale del convento per le rimanenti scene.
La manifestazione consta di 14 scene:
1. Ingresso a Gerusalemme
2. Lavanda dei Piedi e Ultima cena
3. Getsemani (Orto degli Ulivi)
4. Tradimento e suicidio di Giuda
5. Sinedrio
6. Negazione di Pietro
7. Erode
8. Pilato
9. Flagellazione
10.	Via Crucis
11.	Crocifissione
12.	Deposizione e Pietà
13.	Resurrezione
14.	Proclama di Pietro
La rappresentazione impegna gran parte della piccola cittadina con 150 figuranti ma sicuramente l'impegno maggiore è profuso dall'"Associazione Pietre Vive Onlus" impegnata nell'organizzazione e nella diffusione della stessa.
Negli ultimi anni la manifestazione è stata trasmessa da Studio 100 Sat, emittente locale con piattaforma satellitare permettendo alla "Passione di Cristo" di fare il giro del mondo.
Questa sacra rappresentazione riceve il patrocinio morale da parte dell'Amministrazione Comunale di Lizzano, dell'amministrazione Provinciale di Taranto, della Regione Puglia, del Ministero dei beni e delle attività culturali e del turismo e dal 2013 dalla Arcidiocesi di Taranto.
La manifestazione è inserita nel circuito internazionale Europassion che raggruppa 34 località di tutta Europa che meglio rappresentano il messaggio salvifico della Croce mantenendo e sostenendo esempi di religiosità popolare.
Attraverso l'organismo nazionale Europassione per l’Italia, è stato avviato ed è giunto ormai alla sua definizione, il percorso per il riconoscimento di queste manifestazioni come Patrimonio immateriale dell'Umanità da parte dell'UNESCO.

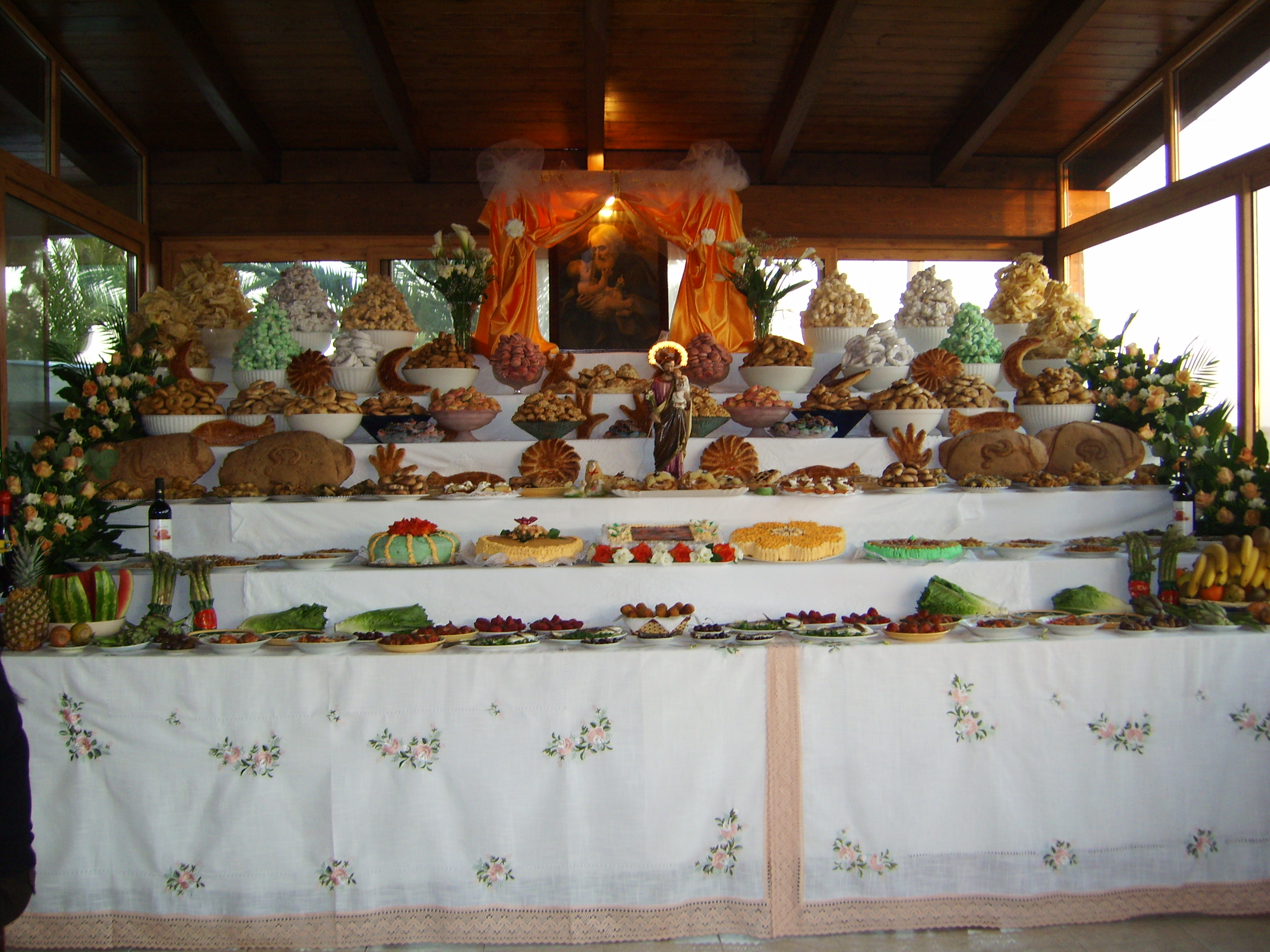
Tavola di San Giuseppe

#### Le Tavole di San Giuseppe
Un'altra tradizione molto sentita dai lizzanesi è quella delle Tavole di San Giuseppe. Questa è un tradizione molto particolare diffusa nel Salento, in Sicilia e in altre regioni dell'Italia centro-meridionale.
In questa tradizione si imbandiscono tavole molto grandi, a volte a gradoni, piene di piatti tipici salentini e lizzanesi, ma non deve esserci carne.
Recandosi nella cucina, solitamente posta in una stanza posteriore a quella in cui è imbandita la "taula", si viene immediatamente colpiti dal gran caldo sprigionatosi dal fuoco che per giornate intere resta acceso per permettere la cottura de "lu cranu stumpatu", grano bollito nelle apposite "pignate" e condito successivamente con soffritto di prezzemolo, cipolla verde e pepe in abbondanza. Lo stesso condimento viene usato anche per la preparazione della "massa cu lli ciciri", tagliatelle fatte in casa, unita ai ceci che in alcune zone del Salento viene chiamata "Tria cu lli ciciri".

### Lu Ressu Ressu
Un'interessante tradizione sopravvive a Lizzano e in alcuni comuni limitrofi, la notte e la mattina di Pasqua . Si tratta de "Lu Resu Resu" o "Ressu Ressu", un canto di questua pasquale che, come in altre zone dell'Italia centrale e meridionale, ha la funzione di questuare beni alimentari e denaro in cambio di musica. La Notte di Pasqua alcuni giovani si riuniscono presso una delle chiese del paese aspettando la fine della veglia pasquale. Dopo la celebrazione, muniti di tamburelli, organetti e fisarmoniche, iniziano il loro peregrinare per strade e contrade cantando un tipico canto dialettale chiamato appunto "Ressu ressu", una sorta di traslitterazione dialettale del latino "Jesus Resurrexit", in questo canto vengono intonate strofe dialettali, spesso accostate ad un latino storpiato, che annunciano la Resurrezione di Cristo oltre che stornelli di richiesta esplicita di uova e generi alimentari. La popolazione attende con trepidazione i suonatori della notte di Pasqua e dona tutto ciò che è nelle proprie possibilità. Questa tradizione, dopo oltre un quarantennio di disuso, è stata recuperata con successo dal locale gruppo di musica popolare "Mandatari" che da anni si occupa ricerca e divulgazione del patrimonio immateriale e culturale locale. Tutto ciò che viene raccolto la notte di Pasqua é destinato in beneficenza al contrario dei tempi passati in cui il tutto veniva diviso equamente tra i suonatori.

## Cultura

### Istruzione

#### Biblioteche
Nel comune sono presenti la biblioteca comunale (attualmente in ristrutturazione ed ampliamento), posta nei giardini della scuola media, la biblioteca del Convento San Pasquale Baylon, curata dalla gioventù francescana, sita nello stesso convento e che raccoglie libri di ogni genere e vari volumi molto pregiati del '700, '800 e '900. Inoltre è presente su corso Vittorio Emanuele, una Biblioteca di iniziativa popolare con libri donati dagli stessi lizzanesi e messi a disposizione di chiunque volesse usufruirne.

#### Scuole
Nel comune sono presenti due scuole materne, due elementari ed una scuola secondaria di primo grado.

#### Musei

##### Museo civico della paleontologia e dell'uomo
Il Museo civico della paleontologia e dell'uomo, ha sede nel centro storico, nel Palazzo Majorano, un tipico palazzo dei signorotti locali dell'Ottocento. Il museo raccoglie importanti reperti a partire da 600 milioni di anni fa, provenienti da tutto il mondo e da fossili ritrovati nel territorio di Lizzano o della regione. Un'ampia sezione è dedicata all'archeologia con l'esposizione di vari reperti risalenti al periodo della Magna Grecia, al Neolitico e prossimamente all'esposizione di reperti risalenti all'età del Bronzo, all'età Romana e a quelle medioevale. Nel museo sono esposti vari attrezzi da lavoro e oggetti di uso domestico tradizionali, come l'antico telaio ancora funzionante e corredato di accessori. Notevole "lu traìnu", carro trainato da cavallo o mulo per il trasporto, importante come valore documentario soprattutto per le nuove generazioni.
Ci sono ampie sezioni dedicate alle culture dell'Africa, dell'Oceania e all'arte contemporanea.

### Media
In passato, nel paese, hanno operato diversi media, in diversi settori. Fino agli anni '80-'90, erano presenti varie radio private (Radio Lizzano, Radio Gruppo 15, Radio Punto Elle, Radio Studio Alfa, Radio Onda Dancing, Canale 7 Radio, Radio Amica, Radio Speak, Radio Studio Night) e 2 emittenti televisive (Tele Provincia Jonica e Tele Aut).

### Cucina

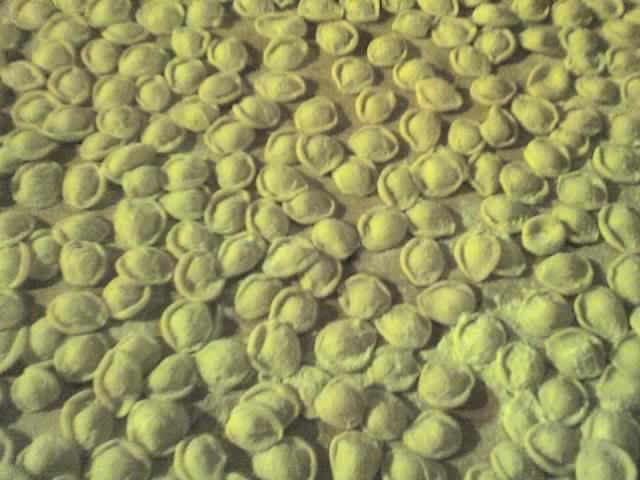
Orecchiette ricchiteddi in dialetto.

Oltre al vino e l'olio pregiatissimi, altri prodotti tipici del territorio o maggiormente prodotti sono il grano, i fichi, l'uva da tavola, le angurie, le mandorle, la ricotta forte e vari prodotti caseari locali di origine caprina e ovina, tra cui la tipica "Pampanella" . 
Considerazione a parte merita la "Puccia alla spasa" o "Puccia allu tiestu", prodotto di panificazione ormai diventato presidio Arca del gusto/slow food. 
Alcuni piatti tipici sono:
- fai e fogghji (purea di fave con le cicorie)
- massa culli ciciri (tagliatelle fatte in casa con i ceci)
- ricchiteddi e maccarruni culli purpietti e brascioli (orecchiette, maccheroni, polpette e braciole)
- cranu štumpatu (grano pestato)
- ricchiteddi culli cimi ti rapi (orecchiette e cime di rapa)
- pašta culla muddica ti pani (pasta con la mollica di pane)
- marangiani chieni (melanzane ripiene)
- fai scarfati (purea di fave riscaldata)
- ciambotta (minestra di verdure ed ortaggi)
- friselle
- pettole
- brotu chinu (brodo con verdure e carne)
- risu, patani e cozzi (riso, patate e cozze al forno)
- pašta culli cozzi (pasta e cozze)
- pecura alla pignata (carne di pecora cotta nella pignatta)
- purpu alla pignata (polipo cotto nella pignatta)

### Eventi

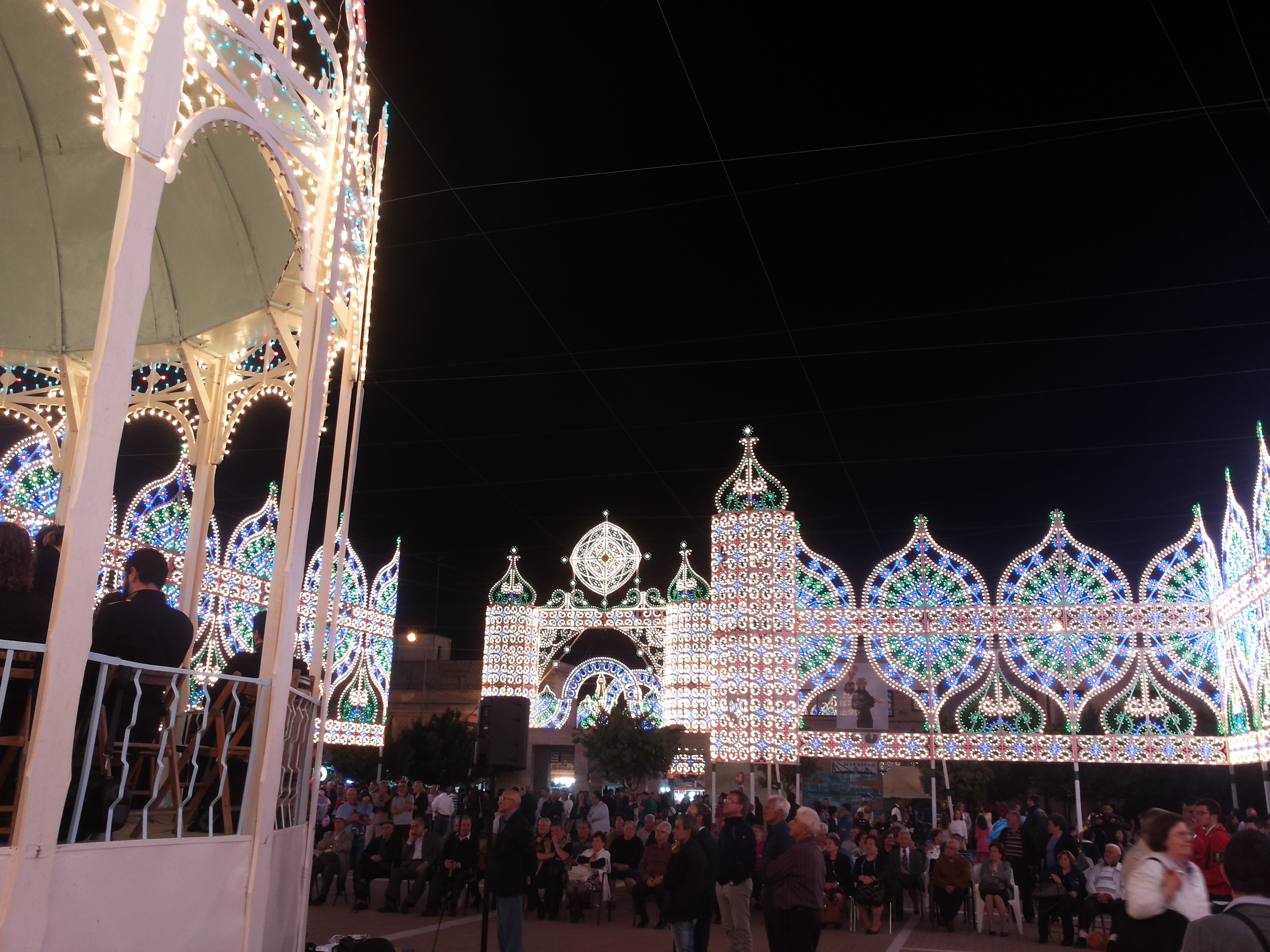
la piazza durante i festeggiamenti di San Pasquale 17-18 maggio

- Epifania: Calata dei Magi (6 gennaio)
- Tavole di San Giuseppe: 18 marzo
- Domenica delle Palme: Passione di Gesù Cristo, organizzata da Pietre Vive onlus
- San Pasquale Baylon: co-patrono della città; si svolge anche la grande fiera (17-18 maggio)
- San Gaetano Thiene: patrono principale della città (6-7 agosto)
- Agritur, manifestazione enogastronomica, di cultura ed intrattenimento (prima metà d'agosto)
- Festa del vino novello (prima metà di novembre)

## Geografia antropica

### Urbanistica

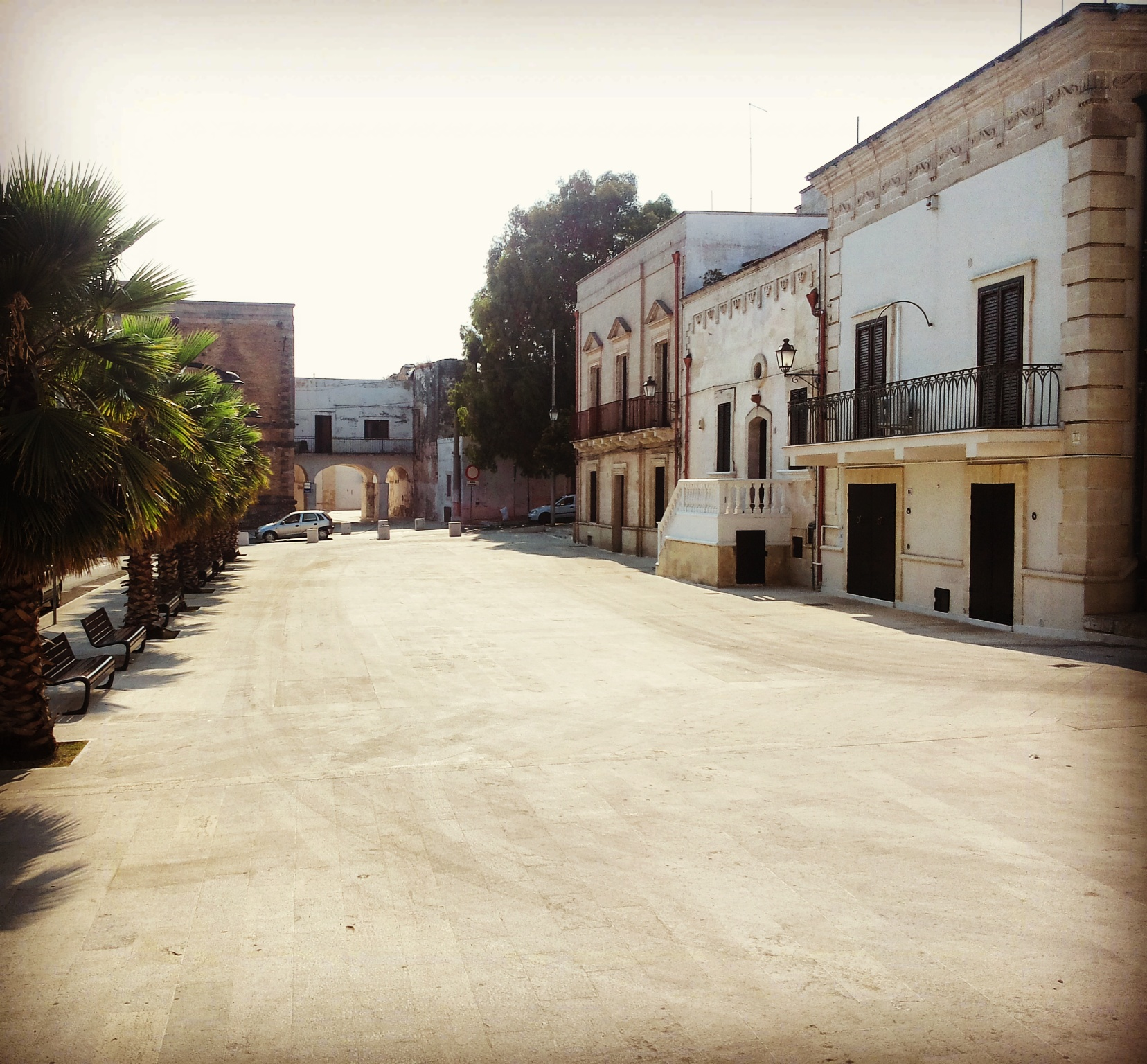
Piazza 4 Novembre, centro storico di Lizzano.

La struttura urbana della cittadina lizzanese presenta un'espansione a macchia d'olio, con delle contrade o piccoli centri abitati satelliti, attorno al nucleo comunale principale. L'espansione urbana ha subito una brusca accelerata nel corso della seconda guerra mondiale e nel secondo dopoguerra, grazie anche al boom economico. Intere zone di campagna, masserir e case rurali sono state interamente inglobate nel tessuto urbanistico. Esempio lampante di questa espansione è sicuramente il Convento San Pasquale Baylon che fino al 1955, si trovava a quasi un chilometro di lontananza dal paese ed ora vi si trova quasi al centro.
Il nucleo primitivo del comune è il centro storico, sviluppatosi nei dintorni del castello marchesale e della chiesa matrice, ora a sud dell'abitato. Esso presenta viottoli e stradine poco large, ortali, vecchi forni per la lavorazione della ceramica, palazzotti nobiliari e alcuni monumenti. Il manto stradale, ora asfaltato con bitume, nasconde il vecchio lastrico stradale formato dalle classiche chianche in pietra viva. 
Il resto del paese è caratterizzato da lunghe strade regolari ed incroci.
Appena al di fuori del centro abitato lizzanese , esistono varie contrade e le frazioni della marina.

### Rioni

#### Paese
- Convento
- Centro storico
- Li Cupelli
- Belvedere
- Palantòne
- Difesuòla
- Annarella
- Centro
- San Vito

#### Marina
- Bagnara
- Le Conche
- Palmintiello
- Trullo di mare
- Ostone
- Torretta (Isola amministrativa "C" di Taranto, agro di Lizzano)
- Cisaniello (Isola amministrativa "C" di Taranto, agro di Lizzano)
- Marina Piccola (Isola amministrativa "C" di Taranto, agro di Lizzano)

### Isole amministrative
Tra i comuni di Lizzano e Pulsano, ci sono alcune isole amministrative del comune di Taranto, alcune delle quali quasi interamente inglobate nell'agro Lizzano: la zona marina della Torretta e la zona di Porvica.
Nella prima è presente ancora una torre saracena chiamata Torre Zozzoli, o torre sgarrata.

### Sanità
Il territorio comunale fa parte dell'Azienda Sanitaria Locale Taranto/1 (ASL TA/1). Nel comune sono presenti un Centro di Salute Mentale (C.S.M) e un poliambulatorio con servizio di Guardia Medica. 

## Economia

### Agricoltura
Nel territorio comunale sono molto sviluppate le attività agricole, basate sulla coltivazione di ulivi e vigneti. Molto importante è la produzione di olio extravergine di oliva, ortaggi, grano, frutta e verdura. La zona rientra nella DOP dell'olio d'oliva Terra d'Otranto che comprende le provincie di Taranto e Lecce.
Rilevante è la Viticoltura, che fornisce una produzione di uva da vino di quasi centomila quintali e di 78 000 ettolitri di vino che pone Lizzano come terzo produttore in Puglia e 23º in Italia; i vitigni più diffusi sono il Primitivo e il Negroamaro. La località fa parte dell'associazione nazionale Città del Vino e della strada del vino "Primitivo di Manduria e Lizzano DOC".

### Turismo
Negli ultimi anni la cittadina di Lizzano è interessata da una crescita del turismo molto forte. Ogni anno, in estate, la bellezza della marina attira migliaia di turisti da ogni parte d'Italia e d'Europa. Nel resto dell'anno il turismo è a carattere prevalentemente naturalistico, storico o culturale.

### Energie rinnovabili
Il territorio comunale lizzanese è stato oggetto, negli ultimi anni, di un rinnovo energetico a 360 gradi. Grazie ai fondi regionali e statali riguardanti le fonti di energia rinnovabili, è stato possibile installare nel territorio una grande quantità di impianti fotovoltaici ed eolici. In particolare si possono contare una decina di impianti fotovoltaici per un totale di circa 8 MW; altri impianti ad energia solare sono ancora in progetto ed altri ancora sono in fase di installazione su tutti gli uffici comunali e su tutti gli edifici pubblici (scuole comprese). Per quanto riguarda l'energia eolica, Lizzano è in assoluto il comune al primo posto in Italia per quantità di energia prodotta dal cosiddetto minieolico ovvero impianti eolici di ridotte dimensioni capaci di sviluppare energia non superiore ai 150 kW circa. Nel territorio inoltre, al confine col comune di Faggiano, insistono due enormi turbine eoliche alte più di 90 metri, visibili da gran parte della provincia.

## Infrastrutture e trasporti

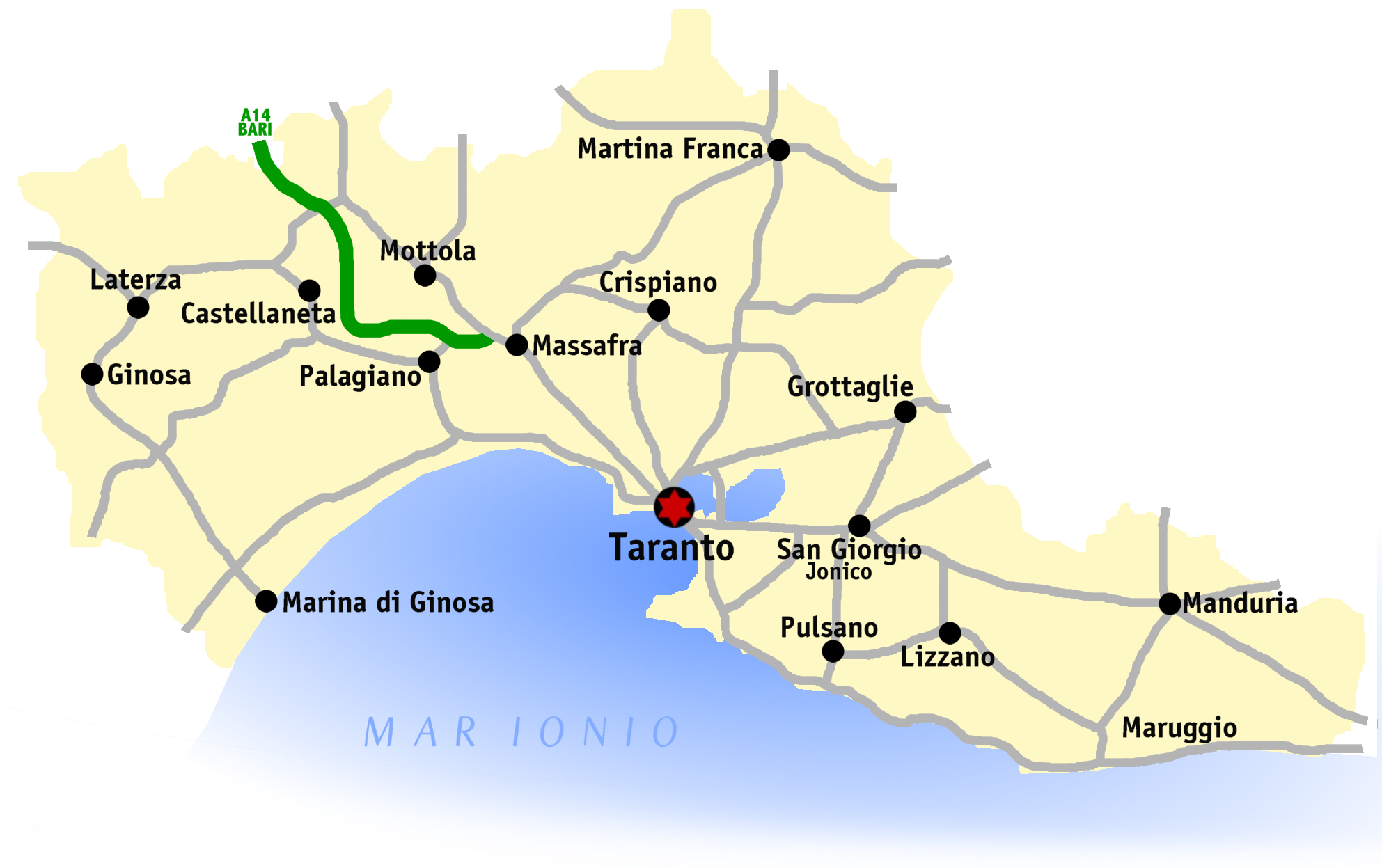
Collegamenti della Provincia di Taranto

### Strade
I collegamenti stradali principali sono rappresentati da (vedi):
- Autostrada A14 Bologna-Taranto (barriera di Massafra) da e per l'Italia settentrionale
- S.S. 7 ter
- S.S. 7 Appia da e per Brindisi
- Litoranea Salentina

### Ferrovie
Le stazioni ferroviarie più vicine sono quelle di: Manduria a 15 km, Grottaglie a 17 km, Francavilla Fontana a 21 km e Taranto a 25 km.

## Amministrazione
Di seguito è presentata una tabella relativa alle amministrazioni che si sono succedute in questo comune.
| Periodo           | Periodo          | Primo cittadino          | Partito                              | Carica              | Note   |
| ----------------- | ---------------- | ------------------------ | ------------------------------------ | ------------------- | ------ |
| 14 settembre 1988 | 18 dicembre 1991 | Pietro Schirano          | Partito Socialista Italiano          | Sindaco             | [ 21 ] |
| 23 dicembre 1991  | 19 ottobre 1992  | Antonio Corigliano       | Partito Democratico della Sinistra   | Sindaco             | [ 21 ] |
| 19 ottobre 1992   | 8 giugno 1993    | Maria Maddalena Schirano | Partito Democratico della Sinistra   | Sindaco             | [ 21 ] |
| 8 giugno 1993     | 28 aprile 1997   | Antonio Cavallo          | Democrazia Cristiana                 | Sindaco             | [ 21 ] |
| 28 aprile 1997    | 14 maggio 2001   | Generoso Tocci           | Partito della Rifondazione Comunista | Sindaco             | [ 21 ] |
| 14 maggio 2001    | 30 maggio 2006   | Antonio Cavallo          | centro-sinistra                      | Sindaco             | [ 21 ] |
| 30 maggio 2006    | 24 luglio 2007   | Gaetano Bino             | Casa delle Libertà                   | Sindaco             | [ 21 ] |
| 24 luglio 2007    | 15 aprile 2008   | Adriana Famà             |                                      | Comm. straordinario | [ 21 ] |
| 16 aprile 2008    | 28 maggio 2013   | Dario Macripò            | Forza Italia                         | Sindaco             | [ 21 ] |
| 28 maggio 2013    | 9 maggio 2018    | Dario Macripò            | Forza Italia                         | Sindaco             | [ 21 ] |
| 10 maggio 2018    | 15 maggio 2023   | Antonietta D'Oria        | L'alternativa                        | Sindaco             | [ 21 ] |
| 15 maggio 2023    | in carica        | Lucia Palombella         | Lizzano ci siamo                     | Sindaco             | [ 21 ] |

## Sport
Ha sede a Lizzano la società di pallavolo Lizzano Volley.

### Impianti sportivi
Nel comune sono presenti alcuni impianti sportivi:
- Palazzetto dello sport
- Stadio comunale "Antonucci"